# Projeto VR-190
VR-190 (russo: ВР-190; "Vysotnaya Raketa", literalmente, "foguete de grande altitude") foi o primeiro projeto de foguete da URSS para lançar um ser humano em voo espacial suborbital em uma trajetória balística. O projeto funcionou nas décadas de 1940 e 1950 e, segundo fontes oficiais, não atingiu os objetivos traçados. No entanto, as teorias da conspiração em torno do projeto afirmam que, embora os vôos tripulados tenham falhado oficialmente, os cosmonautas foram enviados com sucesso ao espaço na década de 1950.

## Histórico

### Origens
Em 13 de maio de 1946, de acordo com um decreto secreto do governo soviético, a pesquisa de foguetes em larga escala foi estabelecida na URSS. O estabelecimento oficial da indústria de foguetes foi precedido por um grupo de trabalho dirigido por Mikhail Tikhonravov e Nikolai Chernyshov no NII-4 da Academy of Artillery Science. No outono de 1945, o grupo executou seu próprio programa de foguetes estratosféricos, que culminou no desenvolvimento do VR-190, um sistema de foguetes para voo vertical para dois pilotos até uma altitude de 200 km baseado no V-2 alemão capturado (A-4).
Em fevereiro de 1946, o projeto foi apresentado ao secretário da Academia de Ciências da URSS, N. G. Bruevich, e depois ao presidente da Academia, Sergey Vavilov, em março. Recebido positivamente, o projeto foi apresentado ao ministro da indústria aeronáutica, Mikhail Khrunichev, em junho.

### Testes e desenvolvimento
O teste de voos não tripulados e tripulados foi realizado em Kapustin Yar, na região de Astrakhan. Os voos de teste duraram cerca de 20 minutos, durante os quais o foguete atingiu uma altura de mais de 100 km (linha Kármán) na atmosfera superior (estratosfera), com suas cargas separadas das ogivas. Todos os pilotos desceram de paraquedas e pousaram a poucos quilômetros do local de lançamento.
O projeto VR-190 foi implementado aproximadamente ao mesmo tempo, com foguetes de alta altitude com ogivas seladas e sistemas de suporte à vida sendo testados. Eles também realizaram voos com passageiros animais para avaliar os efeitos combinados de vários fatores que também poderiam afetar os passageiros humanos. Vários voos suborbitais com cães foram realizados: com foguetes R-1B e R-1V (1951) - quando os cães Dezik e Roma foram os primeiros animais da história a completar com sucesso um voo espacial suborbital - com R-1D e R-1E (1954-1957), R-1E (1957-1960) e R-2A e R-5A [ru].
Segundo relatos oficiais, o projeto nunca chegou ao estágio de voo humano e foi cancelado devido ao insucesso no final dos anos 1950. O trabalho foi reorientado para a criação da espaçonave orbital tripulada Vostok.
O projeto foi mantido em completo segredo, com designers, cientistas e até os cachorros operando sob pseudônimos. As primeiras informações públicas sobre o projeto foram disponibilizadas na década de 1980 e eram de natureza puramente teórica. Sua implementação prática e o primeiro voo dos cachorros em foguetes foram divulgados oficialmente em 1991.